# Platymantis navjoti
Platymantis navjoti — вид жаб родини рогатих жаб (Ceratobatrachidae). Описаний у 2020 році.

## Поширення
Ендемік Філіппін. Вид поширений на островах Лейте і Самар. Мешкає у тропічних гірських лісах.